# Anisochromis
Anisochromis is een geslacht van straalvinnige vissen uit de familie van dwergzeebaarzen (Pseudochromidae). Het geslacht is voor het eerst wetenschappelijk beschreven in 1954 door Smith.

## Soorten
- Anisochromis kenyae Smith, 1954
- Anisochromis mascarenensis Gill & Fricke, 2001
- Anisochromis straussi Springer, Smith & Fraser, 1977